# Rebel (John Miles)
Rebel è il primo album del cantante inglese John Miles, pubblicato il 6 marzo 1976.

## Il disco
Quando Miles firmò con la Decca, lo presentarono al produttore Alan Parsons nell'estate del 1975 (Miles avrebbe poi cantato diversi brani negli album degli Alan Parsons Project). La prima canzone che registrarono fu Highfly che venne distribuita come singolo, raggiungendo alla fine il n° 17 nel Regno Unito e il n° 68 negli USA.
Grazie al successo del singolo, vennero fatti piani per registrare un album completo e la sua registrazione avvenne nel novembre-dicembre del 1975 agli Abbey Road Studios. Quando uscì la canzone Music, diventò un successo immediato (raggiungendo il numero 3 nel Regno Unito e il numero 88 negli Stati Uniti) ed è una delle sue canzoni più memorabili. L'album raggiunse il livello inferiore della U.S. Billboard 200, con un picco al n° 171.
Il titolo dell'album fa riferimento alla copertina su cui posa con un fucile sulle spalle, che ricorda molto James Dean che è considerato un ribelle.

Music venne scritta da Miles in mezz'ora e originariamente doveva essere la base per altre canzoni, ma a causa del suo carattere distintivo, fu sviluppata come una canzone a sé stante.

## Tracce
Testi e musiche di Miles e Marshall, eccetto ove indicato.
Lato 1
1. Music - 5:58 (Miles)
2. Everybody Wants Some More - 3:38
3. Highfly - 3:53
4. You Have it All - 7:01

Lato 2
1. Rebel - 3:19
2. When You Lose Someone So Young - 4:35
3. Lady of My Life - 4:08 (Miles)
4. Pull the Damn Thing Down - 7:18
5. Music (Reprise)  - 2:11 (Miles)

Tracce bonus rimasterizzazione CD 2008
1. There´s a Man Behind the Guitar - 4:01
2. Putting My New Song Together - 4:18

## Formazione
- John Miles - voce, chitarra, tastiere, sintetizzatore
- Bob Marshall - basso
- Barry Black - batteria, percussioni
- Phil Kenzie - sassofono solista in Lady of My Life
- The Maggini Quartet - archi in Rebel

### Produzione
- Alan Parsons - produzione, ingegneria del suono
- Chris Blair - assistenza ingegneria
- Mike Jarratt - assistenza ingegneria
- Tim Turan - mastering
- Cliff Cooper - management
- Chris Poole - coordinazione
- Nick Nicol - design

## Classifica
| Classifica (1976) | Posizione massima |
| ----------------- | ----------------- |
| Stati Uniti       | 171               |